# St. Johannes (Düdinghausen)

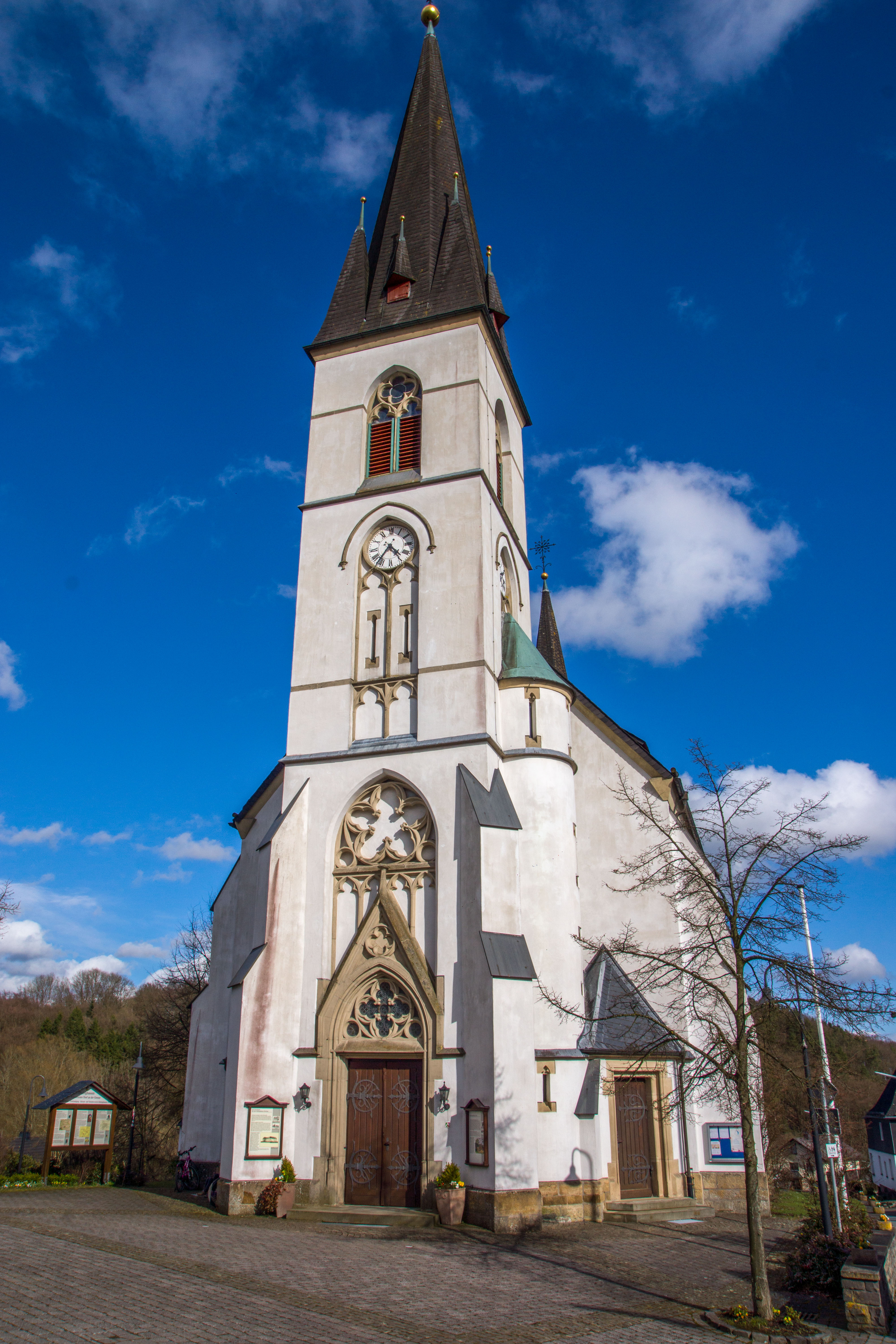
Bild von der Eingangsseite der Pfarrkirche

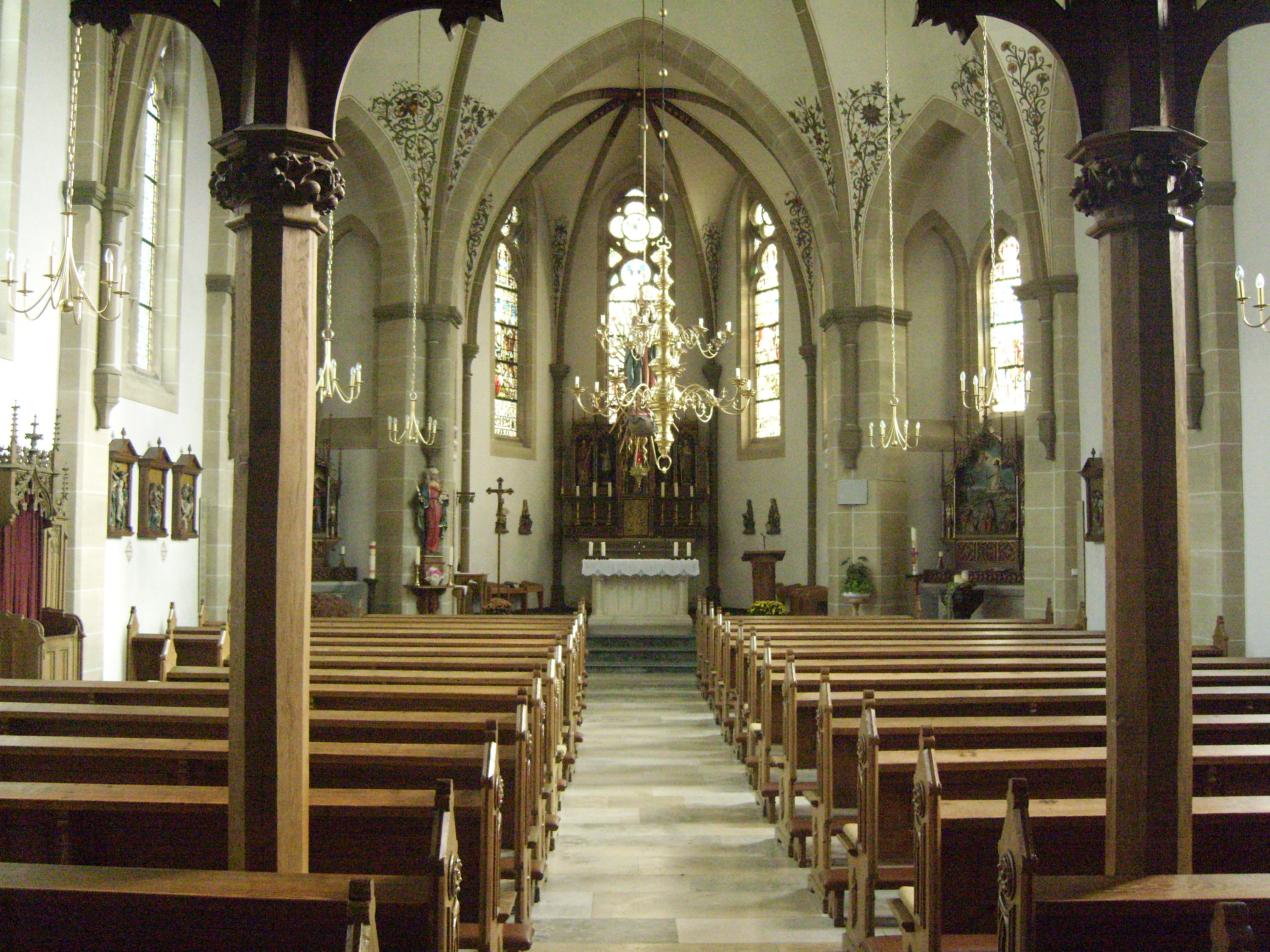
Innenraum der Pfarrkirche St. Johannes

Die katholische Pfarrkirche St. Johannes ist ein denkmalgeschütztes Kirchengebäude in Düdinghausen, einem Stadtteil der Stadt Medebach im Hochsauerlandkreis in Nordrhein-Westfalen.
Von der Vorgängerkirche, die 1707 von der Kölner Diözese, zu der Düdinghausen damals noch gehörte, gebaut wurde, finden sich in einem Lagerbuch von 1829 einige Notizen. Sie wurde neben die ältere protestantische Kirche, die 1810, nachdem keine Protestanten mehr im Ort lebten, baufällig abgerissen wurde, gebaut. Diese Kirche war mittlerweile zu klein und wurde deshalb 1900 abgerissen. Berichtet wird auch über einige kirchliche Geräte, von denen heute Keines mehr vorhanden ist. Aus den Steinen der Vorgängerkirche wurde das Fundament für den Neubau errichtet. Der Grundstein wurde 1900 gelegt, fertiggestellt wurde sie 1903. 1960 wurde zur Sicherung der Bausubstanz ein wasserfester Außenputz aufgebracht. In den 1960er Jahren wurden die in gotischem Stil gehaltenen Gewölbe- und Wandmalereien überstrichen. Die Kommunionbank und die Seitenaltäre wurden entfernt, hinzugefügt wurden moderne Leuchter, ein Tabernakel sowie ein Ambo.